# JackBoys 2
A JackBoys 2 az amerikai Cactus Jack Records nevű kiadó és annak alapítója, az amerikai rapper és énekes Travis Scott második közös válogatásalbuma. Az albumot 2025. július 13-án adták ki a Cactus Jack Records és az Epic Records együttműködésében. Az album vendégszereplői között megtalálható Don Toliver, Sheck Wes, SoFaygo, Playboi Carti, Future, SahBabii, Tyla, Vybz Kartel, GloRilla, YoungBoy Never Broke Again, Wallie the Sensei és Kodak Black. A JackBoys egy hiphop zenei kollektíva, amely a Cactus Jack kiadóhoz szerződött rapperekből áll. A tagok közé tartozik maga Travis Scott, Don Toliver, Sheck Wes, SoFaygo, Wallie, valamint Scott DJ-je, Chase B és a producer WondaGurl. A JackBoys 2 a 2019-es első válogatásalbum folytatása, és Travis Scott negyedik stúdióalbuma, a Utopia (2023) után jelent meg.

## Háttere
2017 márciusában Scott bejelentette, hogy elindítja saját kiadóját Cactus Jack Records néven.  Egy interjú során Scott azt mondta: „Nem azért csinálom, hogy pénzügyi irányítást szerezzek a zeném felett. Először is segíteni akarok más előadóknak, új neveket indítani, lehetőségeket nyújtani. Azt akarom tenni értük, ami velem is megtörtént, csak jobban.”
2023.december 2-án egy rajongó találkozott Scott-tal, miközben ő az autójában ülve dedikálta a rajongók által megvásárolt termékeit, és megkérdezte tőle, hogy készül-e a JackBoys 2, amire ő így válaszolt: „Mindenképp”. 2024. június 14-én Scott elárulta, hogy ő és a kiadóhoz szerződött előadók már gondolkodtak az album elkészítésén, amikor a Cactus Jack részeként lépett fel az amerikai videóklip-rendező és zenei producer Cole Bennett éves Summer Smash zenei fesztiválján.A Cactus Jack előadója, Don Toliver is utalt az albumra, amikor 2025. január 17-én újra megosztotta Instagram-sztorijában az első JackBoys album több mint öt évvel korábbi előzetes videóját.
2025. március 19-én hivatalosan is bejelentették az albumot, amikor Hongkongban egy épületre a következő szöveget írták fel: „What the fuck is we doing? JACKBOYS 2 on the way” („Mit csinálunk? Ékezik a JACKBOYS 2.”). Négy nappal később Scott hivatalosan is bejelentette, hogy az album „úton van”, egy kora hajnali fellépése során a LIV nevű éjszakai klubban, Miami Beachen, Floridában. 2025. április 9-én Scott és a Cactus Jack kiadó egyik előadója, Sheck Wes kiadták az album első kislemezét, az „ILMB” című dalt. Három nappal később, Scott a Coachella 2025 fesztivál egyik főfellépőjeként először adta elő az „Kick Out” és „Dumbo” című dalokat, amelyeket április 19-én, a fesztiválon ismét előadott. Április 30-án, 34. születésnapján Scott közzétette az „Kick Out” nem hivatalos videóelőzetesét az Instagramján, valamint megosztotta az album hivatalos előzetesét is, amelyet Harmony Korine rendezett – ő készítette az első JackBoys album borítóját is. Másnap elindult az előrendelés a JackBoys 2 bakelitlemezére, CD-jére és box set csomagjára Scott hivatalos weboldalán. Július 3-tól kezdve több közreműködő előadó is megerősítette részvételét az albumon, amikor Instagramon olyan képeket posztoltak magukról, amelyeken egy egyedi gyártású szürke Lamborghini Huracán előtt állnak, rajta a JackBoys 2 logóval – ezt az autót Scott ajándékozta nekik. Az előadók között szerepel többek között: 21 Savage, GloRilla, Kodak Black és Tyla. Július 8-án Scott, Wes és Don Toliver kiadták az album második kislemezét, a „2000 Excursion” című dalt. Két nappal később Scott bejelentette az album megjelenési dátumát, és megerősítette, hogy az összesen 17 számot tartalmaz majd. A „Dumbo” című dalt, amelyet Scott ad elő, július 14-én, egy nappal az album megjelenése után adták ki harmadik kislemezként.

## Kritika
Robin Murray a Clash magazinban így zárja kritikáját: „Végső soron azok számára, akik Travis Scott munkásságát inkább a stílus, mintsem a tartalom miatt bírálják, a JackBoys 2 sem fogja megváltoztatni a véleményüket. Azok számára viszont, akiket lenyűgöz a stílus, bőven akad benne mit ízlelgetni.”
Paul Attard a Slant magazinban azt írta, hogy az albumnak „alig van érdeklődése abban, hogy bármilyen koherens identitást teremtsen a kiadónak vagy az érintett előadóknak”, és hogy „az esetek többségében semmiféle bajtársiasság nem érződik”.

## Plágiumvád
2025. július 14-én a Pixel Grip nevű elektronikus zenei együttes a Twitteren a következő bejegyzést tette közzé: „Travis Scott engedély nélkül mintázta a Pursuit számot az új, Kick Out című dalában. Egyszerűen nem tudom kiverni a fejemből, hogy ki más, rendkívül híres vagy befolyásos zenei szakember tud rólunk, sőt, aktívan kedveli is a zenénket, de nem hajlandó dobni nekünk egy kurva szemét sem.” A zenekar azt állítja, hogy a tweet és az Instagram-poszt után a „Kick Out” társproducere, Sean Momberger felvette velük a kapcsolatot, és jelezte, hogy a kiadó hamarosan megkeresi őket a minta engedélyezésével kapcsolatban.

## Számlista
| JackBoys 2 | JackBoys 2       | JackBoys 2                                                                     | JackBoys 2                    | JackBoys 2 | JackBoys 2 | JackBoys 2 | JackBoys 2 | JackBoys 2 | JackBoys 2 |
| #          | Cím              | Szerző(k)                                                                      | Producer(ek)                  | Hossz      |            |            |            |            |            |
| ---------- | ---------------- | ------------------------------------------------------------------------------ | ----------------------------- | ---------- | ---------- | ---------- | ---------- | ---------- | ---------- |
| 1.         | JB2 Radio        | Jacques Webster II Bernard Freeman Joseph Thornalley                           | Vegyn                         | 0:27       |            |            |            |            |            |
| 2.         | Champain & Vacay | Webster Caleb Toliver Juaquin Malphurs Kobe Hood Cole Morie Keshav Balaji      | Bbykobe Mcenvoy Kesh          | 3:04       |            |            |            |            |            |
| 3.         | 2000 Excursion   | Webster Khadimou Fall Toliver Ronald LaTour, Jr. Thornalley John Julian        | Cardo Johnny Juliano Vegyn    | 3:42       |            |            |            |            |            |
| 4.         | Kick Out         | Webster Shéyaa Abraham-Joseph Ozan Yıldırım Tyler Williams Sean Momberger      | Oz T-Minus Momberger          | 2:50       |            |            |            |            |            |
| 5.         | Dumbo            | Webster Dilip Venkatesh Othello Houston                                        | Dilip Otxhello                | 3:58       |            |            |            |            |            |
| 6.         | MM3              | Andre Burt LaTour                                                              | Cardo                         | 2:54       |            |            |            |            |            |
| 7.         | Velour           | Toliver Fall Daniel Perez Derek Anderson Luke Crowder                          | Bugz Ronin Crowder 206Derek   | 2:24       |            |            |            |            |            |
| 8.         | Contest          | Webster Burt Blake Jacob                                                       | Blake$ale prodluke            | 4:32       |            |            |            |            |            |
| 9.         | ILMB             | Fall Webster Arman Andican                                                     | AA                            | 3:04       |            |            |            |            |            |
| 10.        | Where Was You    | Webster Jordan Carter Nayvadius Wilburn Richard Ortiz John Ong                 | F1lthy Glasear                | 4:32       |            |            |            |            |            |
| 11.        | No Comments      | Toliver Jahaan Sweet Anderson                                                  | Sweet 206Derek                | 2:09       |            |            |            |            |            |
| 12.        | Beep Beep        | Webster Saaheem Valdery Joshua Luellen Venkatesh Alex Ernewein Bailey Goldberg | Southside Dilip Ace G Berg    | 3:54       |            |            |            |            |            |
| 13.        | PBT              | Webster Tyla Seethal Adidja Palmer Hood                                        | Bbykobe                       | 4:10       |            |            |            |            |            |
| 14.        | Shyne            | Webster Gloria Woods Anthony Kilhoffer AJ Williams Mateus Mendes               | Kilhoffer A. Williams ARPXX   | 3:13       |            |            |            |            |            |
| 15.        | Outside          | Webster Kentrell Gaulden Hood                                                  | Bbykobe                       | 3:03       |            |            |            |            |            |
| 16.        | Cant Stop        | Toliver Wilburn Traquan Tyson Colin Franken Dirty Dave                         | Frankie Bash Dirty Dave       | 2:12       |            |            |            |            |            |
| 17.        | Florida Flow     | Webster Bill Kapri Brytavious Chambers Venkatesh Michael Cerda Miguel Santiago | Tay Keith CameOne Dilip Ivusm | 5:28       |            |            |            |            |            |
| 55:36      |                  |                                                                                |                               |            |            |            |            |            |            |

| 18. | Da Wizard | Webster Leland Wayne Bryan Simmons Corey Moon | Metro Boomin TM88 DJ Moon | 2:37 |
| 19. | Trip Out  | Fall Noah Smith                               |                           |      |
| 20. | 110 South | Tyson Lawrence Taylor                         |                           | 2:49 |

## Albumlisták
| Albumlista (2025)                     | Legmagasabb pozíció |
| ------------------------------------- | ------------------- |
| Ausztrál albumlista (ARIA)            | 3                   |
| Ausztrál hiphop/R&B albumlista (ARIA) | 1                   |
| Litván albumlista (AGATA)             | 8                   |
| Új-zélandi albumlista (RMNZ)          | 5                   |